# Camden (Indiana)
Camden – miasto w Stanach Zjednoczonych, w stanie Indiana, w hrabstwie Carroll.